# Full face recovery

Certificare concept Full Face Recovery la BENELUX OFFICE FOR INTELLECTUAL PROPERTY

Full face recovery este un concept creat pentru îmbinarea perfectă dintre funcționalitate și estetică.conceptul a fost imaginat și gândit de către dr. Emanuel Anti. Full face recovery se concentrează pe fiecare aspect al feței, adică elementele anatomice ale viscerocraniului - os, mușchi, articulație, dinți, tegument.
Conceptul pune un diagnostic pentru fiecare element anatomic l al feței și recomandă un tratament pentru fiecare din acestea.
Datorită interconectivității tuturor părților anatomice ale feței, medicul pleacă de la premisa că, nici o problemă care ține de una din părțile anatomice ale feței are o cauză, care cel mai probabil, este legată de alt element al viscerocraniului. Astfel, medicul specialist poate avea o singură recomandare care să cuprindă toate cauzele problemei inițial semnalate.
În urma unui studiu intensiv pe o perioadă îndelungată și nevoia apariției unui singur concept care să cuprindă chirurgie maxilo-facială, chirurgie ortognatică și estetică facială, împreună cu o colaborare a medicilor stomatologi, ortodontiști, dermatologi, kinetoterapeuți și tehnicieni dentari, astfel înțelegând pe deplin conceptul de recuperare ca pe un ansamblu, a apărut conceptul de Full Face Recovery.
Conceptul a fost înregistrat la Benelux Office for Intellectual Property (BOIP), ca un concept al tuturor straturilor viscerocraniului.